# Boecklin (tramway de Strasbourg)
Boecklin (anciennement Robertsau Boecklin) est une station du tramway de Strasbourg mise en service le 23 novembre 2007. Elle était le terminus de la ligne E jusqu’au 17 juin 2019, date de son prolongement jusqu’à la station Robertsau L’Escale. 
C'est l'un des principaux points de correspondance entre tramway, bus et Vélhop. Elle constitue le terminus de la ligne 15 et est desservie par les lignes C6, 30 et 72. Un parking relais P+R est également situé à proximité.

## Histoire
L'architecture de la station, conçue par Christian Paradon et Chaude Denu, est remarquable. Faisant écho à l'architecture moderne des bâtiments alentour et notamment aux institutions européennes, la station est située sous trois disques de verre aux couleurs acidulées, rappelant les notions d'optimisme et de gaieté. Cette station est intégrée au parc de la propriété du Kaysersguet, où des cercles de verdure répondent aux cercles de verre de la station.

## Services aux voyageurs

### Desserte

Installations et desserte
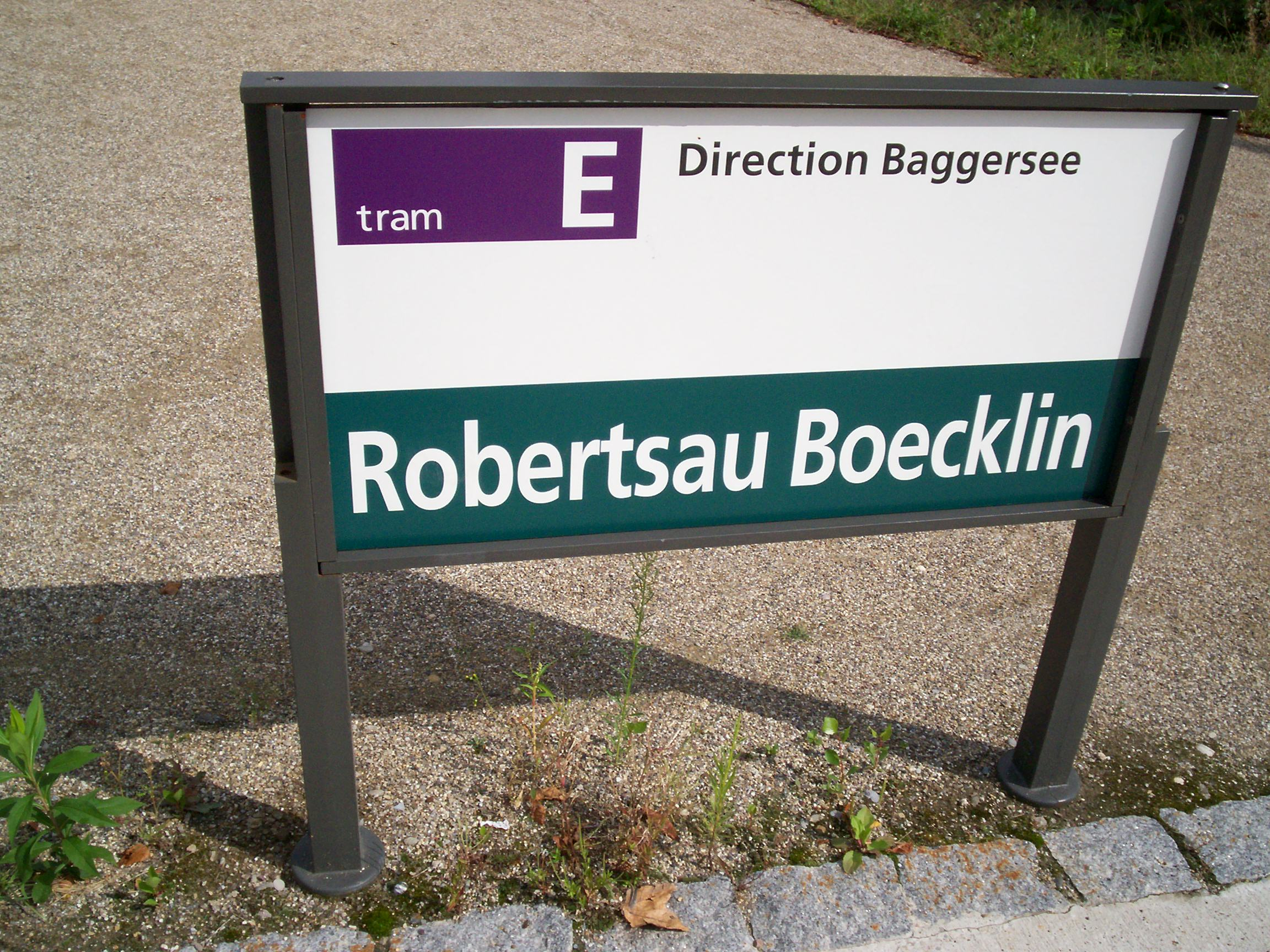
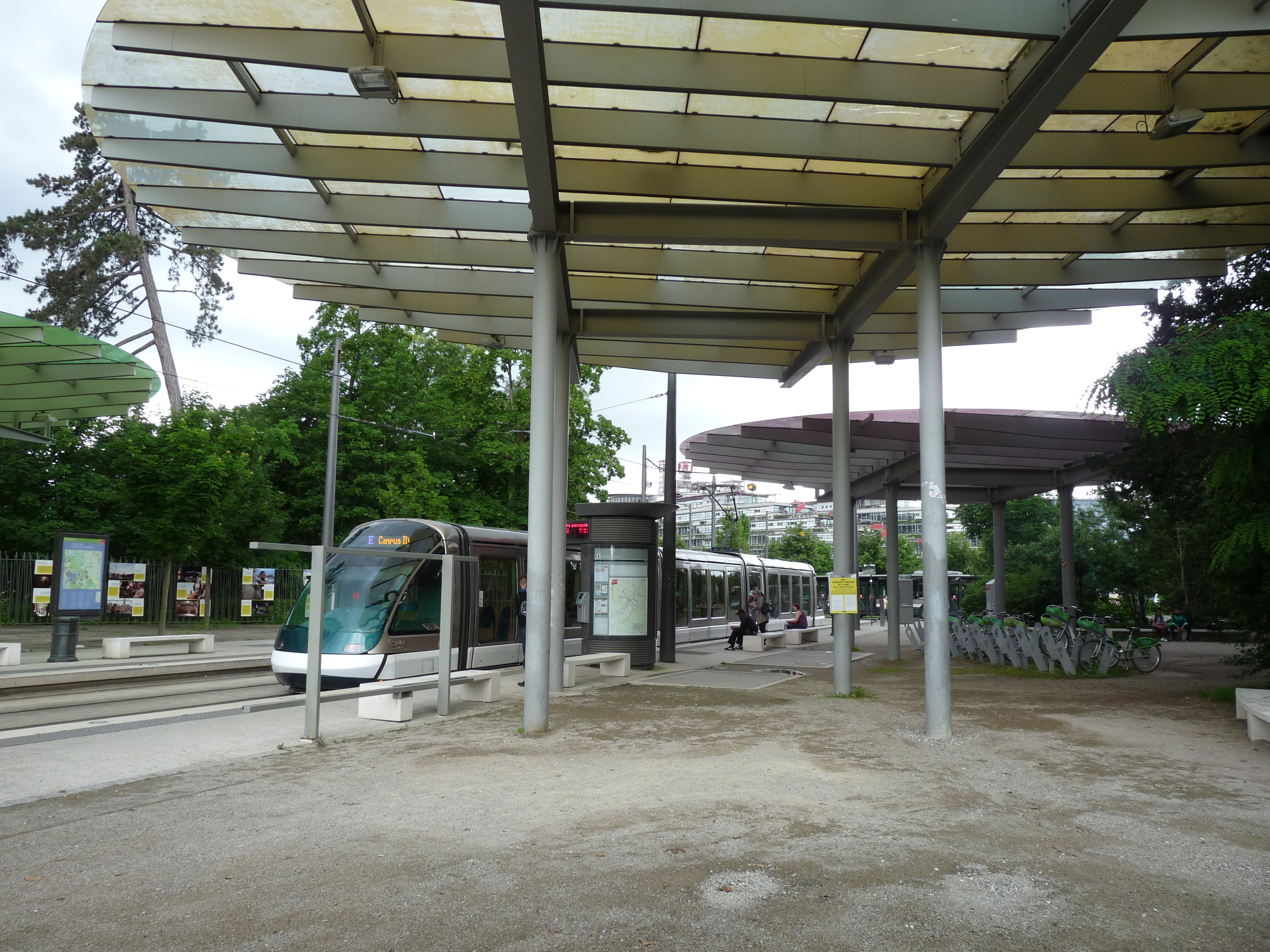
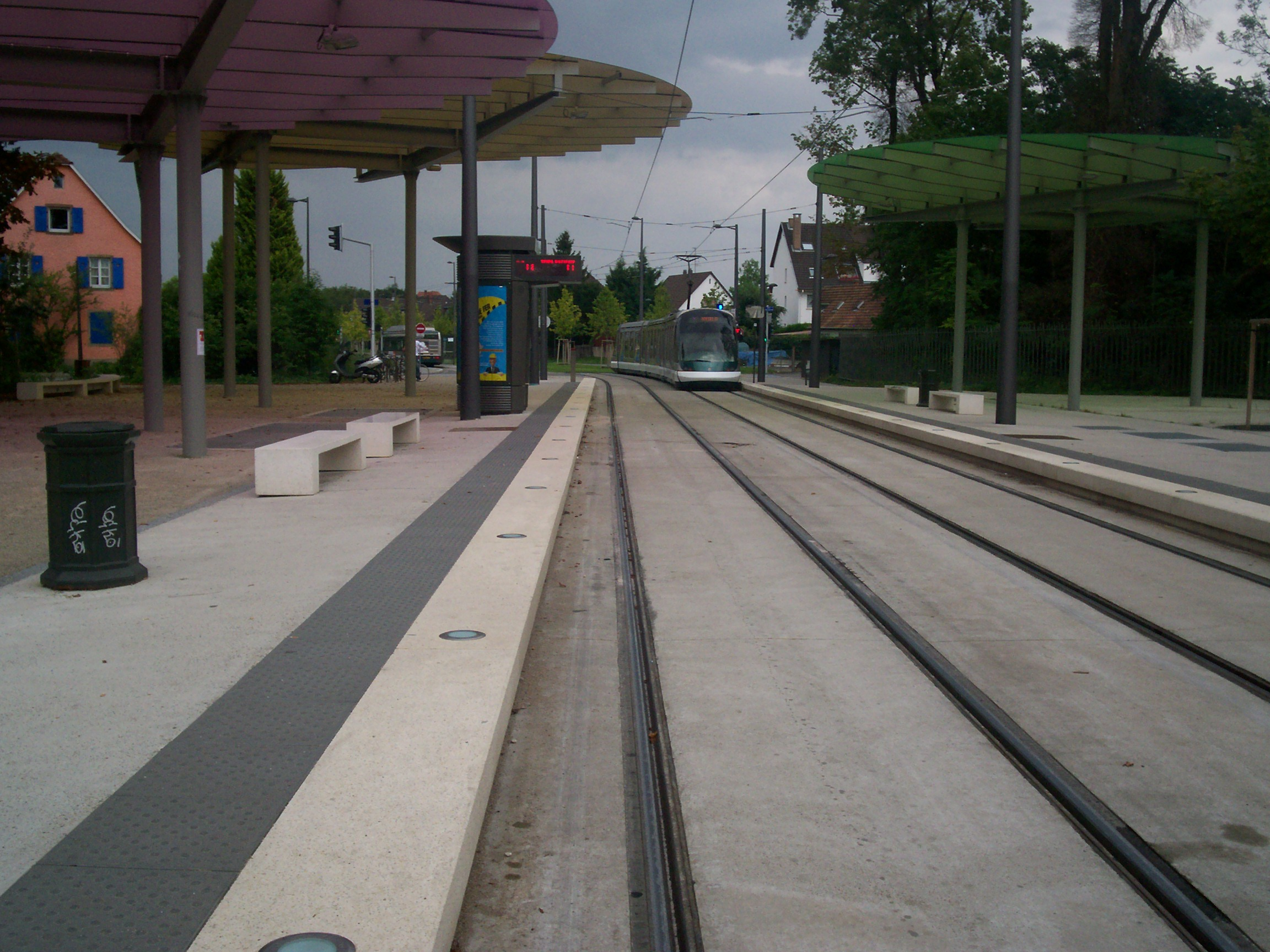